# The Testing of Mildred Vane
The Testing of Mildred Vane er en amerikansk stumfilm fra 1918 af Wilfred Lucas.

## Medvirkende
- May Allison - Mildred Vane
- Darrell Foss - Albert Moreland
- George Field - Miguel Hernandez
- Nigel De Brulier - Matthew Vane
- Fred Goodwins - Ralph Jeffries